# Stuart Martin
Stuart Martin (Ayr, 8 de gener de 1986) és un actor escocès. És conegut per les interpretacions a la comèdia dramàtica de Channel 4 Babylon (2014), així com als drames històrics Els Mèdici: senyors de Florència (2016) i Jamestown (2017-2019). Des del 2020 interpreta a l'inspector William Wellington, el personatge principal del drama criminal d'època victoriana, La senyoreta Scarlet i el duc.

## Biografia
Va estudiar teatre al Conservatori Reial d'Escòcia de Glasgow.

## Filmografia

### Cinema
- 2010. Robin Hood
- 2014. 50 Kisses
- 2015. Slow West
- 2015. A Song for Jenny
- 2018. Only You
- 2019. Our Ladies
- 2019. Anthem
- 2021. Army of Thieves
- 2022. Dampyr [2]
- 2023. Rebel Moon[3]

### Televisió
- 2009. Taggart
- 2011–2012. River City
- 2012. Hatfields and McCoys
- 2013. The Field of Blood
- 2013. Hebburn
- 2014. Game of Thrones
- 2014. Babylon[4]
- 2015. Crossing Lines
- 2015. Silent Witness
- 2016. Els Mèdici: senyors de Florència[5]
- 2017–2019. Jamestown[6]
- 2020. The Harrowing
- 2020-avui dia. La senyoreta Scarlet i el duc, com l'inspector William Wellington.
- 2021. Crime
- TBA. Twilight of the Gods